# Agrupació Barça Jugadors
L'Agrupació Barça Jugadors (ABJ) és una entitat sense ànim de lucre per ajudar econòmicament o socialment els exjugadors que ho necessitin. Es va constituir el 1959 amb el principal objectiu d'ajudar els exjugadors del FC Barcelona que, havent deixat el futbol, no havien tingut èxit en la seva nova vida professional. En l'actualitat, l'ABJ compta amb més de 950 socis. D'aquests, la majoria són exjugadors de qualsevol de les categories. La resta són socis simpatitzants, aficionats blaugrana que volen contribuir al desenvolupament de l'organització.
Avui dia, l'eix principal de l'ABJ es basa a treballar per garantir unes condicions de vida dignes als exjugadors des dels àmbits social, laboral, econòmic i mèdic. A més, l'entitat també fomenta els vincles entre els exjugadors i ha esdevingut el punt d'unió amb la història viva del FC Barcelona. És per aquest motiu que, a banda de promoure i difondre el sentiment blaugrana, l'ABJ també contribueix a la promoció dels valors del futbol a partir de l'experiència dels seus integrants.
Des del 2023, el President de l'ABV és l'exjugador Juan Manuel Asensi i compta amb 3 vicepresidents: Pere Valentí Mora, Rafael Zuviría i Esteban Vigo; com a tresorer Manuel Tomé i com a secretri Antoni Olmo. D'entre les activitats que s'organitzen al llarg de l'any destaquen els nombrosos partits de futbol que disputen arreu de Catalunya i també fora del país. També s'organitzen diverses taules rodones entre exjugadors i jugadors del primer equip i una trobada anual d'exjugadors del FC Barcelona (l'última, celebrada a Andorra la Vella). A més, al llarg de l'any es fan diversos actes de reconeixement i homenatge a personalitats de l'entorn barcelonista, com ha estat el cas de Josep Carreras, Àngel Mur, Joaquim Maria Puyal, Modest Cuixart, Isidre Esteve o Josep Lluís Vilaseca.
D'altra banda, l'ABJ ha estat l'ànima de l'EFPA (Federació Europea d'Exjugadors de Futbol). Aquesta entitat, que vol ser el punt d'unió dels veterans a nivell europeu, es dedica a reflexionar sobre el paper que ha de tenir l'exjugador a la societat i també a organitzar diverses activitats esportives i socials.
El 2009 l'entitat celebra el seu 50 aniversari, amb la celebració de diferents actes, com una estàtua a Ladislau Kubala o un concert a l'Auditori de Barcelona, i la producció de la samarreta de la història, una edició limitada d'una samarreta semblant a la que utilitzaven els jugadors blaugrana els anys 20.
El 2010 convoca per primera vegada el [Premi Barça Jugadors] Arxivat 2018-03-24 a Wayback Machine., per distingir el jugador del FC Barcelona amb més joc net de la temporada 2009-2010. A partir de l'elecció d'un jurat, es posa en marxa una votació popular a través d'internet. Bojan Krkic és el guanyador d'aquest premi, amb el 36,1% dels vots. En la segona edició, el 2011, el jugador guanyador del Premi Barça Jugadors és Andrés Iniesta.

## Missió i objectius
- Garantir una qualitat de vida digna als veterans des de l'àmbit social, econòmic, mèdic i d'inserció laboral.
- Fomentar els vincles entre els ex jugadors.
- Promoció de valors humans i educació a través del Futbol.

## La història
La idea de constituir una Agrupació de Veterans del FCB es va començar a gestar l'any 1946, quan una sèrie d'exjugadors van voler fer un pas endavant per fomentar la relació entre ells i no perdre l'amistat que tenien quan jugaven, a més de seguir fent barcelonisme. Va ser el 1959 quan realment l'Agrupació es va constituir i, a partir d'aquí, va començar a considerar-se un altre objectiu igualment important: ajudar els exjugadors que després de deixar el futbol no havien tingut èxit en la seva nova vida professional.
L'Agrupació Barça Jugadors neix doncs com una entitat sense ànim de lucre per ajudar econòmicament o socialment els exjugadors que ho necessitin. Per tal de fer realitat aquests fins socials, l'any 1995 es va crear La Fundació Barça Veterans, la presidència de la qual va ser assumida per Ladislau Kubala. El capital fundacional va ser donat per entitats i particulars molt sensibilitzats amb els antics jugadors i amb els colors del FCB. Aquest fons és intocable i això garanteix la supervivència de la Fundació, una de les joies més preuades de l'entitat blaugrana. L'objectiu és ajudar els exjugadors en tot allò que els faci falta, a partir de les rendes que genera aquest capital fundacional. Per poder anar ampliant la seva tasca, però, és molt important que es generin noves formes d'anar incrementant el fons econòmic. Entre altres personalitats, destaca la figura de l'expresident de la Generalitat de Catalunya, Jordi Pujol com a patró de la Fundació.
L'octubre del 2003, el Govern de Catalunya va concedir la Creu de Sant Jordi, la màxima distinció civil que atorga la Generalitat, a l'Agrupació Barça Jugadors per la seva tasca humanitària constant de suport a tots els membres i als familiars que es troben amb dificultats.

## Els Presidents[2]
- Lluís Tudó i Pomar (1946-1961)
- Estanislau Basora i Brunet (1961-1969)
- Enric Verdú i Guimó (1969-1971)
- Climent Vidal i Porta (1971-1976)
- Josep Maria Fusté i Blanch (1976-1989)
- Antoni Amorós i Andreu (1989-1989)
- Lluís Maria Vidal i Planella (1989-1990)
- Ladislau Kubala Stecz (1990-1999)
- Martí Vergés i Massa (1999-2003)
- Ramon Alfonseda i Pous (2003-2023)
- Juan Manuel Asensi Ripoll (2023-)